# Miguel Gila

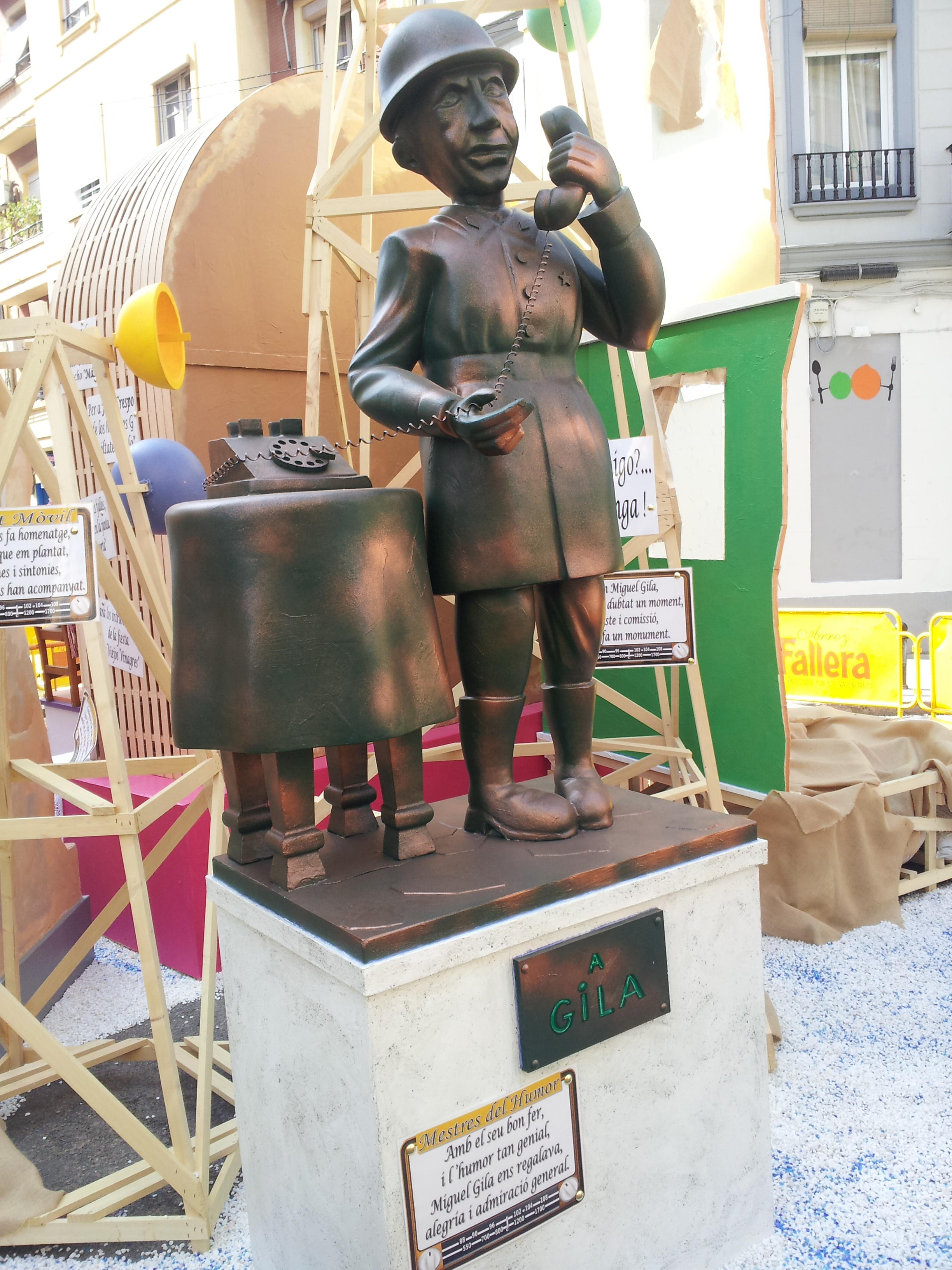
Ninot de Miguel Gila en las Fallas de Valencia de 2014

Miguel Gila Cuesta (Chamartín de la Rosa, Madrid, 12 de marzo de 1919-Barcelona, 13 de julio de 2001) fue un actor, humorista y dibujante de historietas español.

## Biografía
Nació en el barrio de Tetuán de las Victorias de la localidad de Chamartín de la Rosa (actualmente Tetuán es un distrito de Madrid capital, pues en 1948 Chamartín se anexionó a Madrid) y posteriormente se crió con sus abuelos en el madrileño barrio de Chamberí. Huérfano de padre -falleció antes de que él naciera- y con dificultades económicas en su hogar, abandonó los estudios a los 13 años. Su primer trabajo fue de empaquetador de café y chocolate, y después, de aprendiz de pintor de coches; de allí, pasó a trabajar a los Talleres Boetticher y Navarro, en donde alcanzó el cuarto grado de aprendiz. Compatibilizó sus trabajos con estudios de dibujo lineal en la escuela nocturna de artes y oficios.
Al estallar la guerra civil, como militante de las Juventudes Socialistas Unificadas, se alistó como voluntario republicano en julio de 1936 en el Quinto Regimiento de Líster.
En El Viso de los Pedroches, Córdoba, fue puesto frente a un pelotón de ejecución y logró salvar la vida. El fusilamiento se produjo al anochecer de un día lluvioso y los integrantes del piquete estaban borrachos, por lo que no le acertaron los disparos. Gila se hizo el muerto y logró sobrevivir. En su libro de memorias Y entonces nací yo: Memorias para desmemoriados (1995) relata así aquel episodio:

Nos fusilaron al anochecer; nos fusilaron mal. El piquete de ejecución lo componían un grupo de moros con el estómago lleno de vino, la boca llena de gritos de júbilo y carcajadas, las manos apretando el cuello de las gallinas robadas con el ya mencionado Ábrete Sésamo de los vencedores de batallas. El frío y la lluvia calaba los huesos. Y allí mismo, delante de un pequeño terraplén y sin la formalidad de un fusilamiento, sin esa voz de mando que grita: «¡Apunten!, ¡fuego!», apretaron el gatillo de sus fusiles y caímos unos sobre otros. Catorce saltos grotescos en aquel frío atardecer del mes de diciembre. Las gallinas tuvieron poco tiempo para respirar, el que emplearon los del piquete de ejecución en apretar sus gatillos. Y sobre la tierra empapada por la lluvia, nuestros cuerpos agotados de luchar día a día.
Miguel Gila

Poco después, en diciembre de 1938, fue hecho prisionero en Extremadura y trasladado a un campo de concentración en la localidad cordobesa de Valsequillo.

Creo —es decir, estoy seguro— que mi identidad política terminó en diciembre del año 1938, en el frente de Extremadura, cuando, unos instantes antes de caer prisionero en manos de los moros de la 13.ª División del general Yagüe, tuve que romper mi carné de las Juventudes Socialistas; pero la ideología que mamé en mi niñez, en mi casa de gente humilde y en las fábricas o talleres donde trabajé, sigue latente en mí. Lo que van a leer es el testimonio de un hombre que fue joven en una generación en la que el hambre, las humillaciones y los miedos eran los alimentos que nos nutrían.
Miguel Gila

Fue internado hasta mayo de 1939 en campos de prisioneros como el citado de Valsequillo o el de Zamora. Pasó después por la cárcel de Yeserías, Santa Rita en Carabanchel, desde donde llevaban a los reclusos a construir la que fue la cárcel de Carabanchel y, finalmente, estuvo preso en la cárcel de Torrijos, donde coincidió con el poeta Miguel Hernández; a continuación, ya finalizada la guerra, cumplió un servicio militar de cuatro años destinado en el regimiento de infantería «Toledo» en Zamora. Allí prestó servicio como chófer del coronel, y comenzó a colaborar en Radio Zamora y en el periódico Imperio, dentro de la Prensa del Movimiento. Más tarde, fue fresador en Construcciones Aeronáuticas S. A. (CASA), en Getafe.
Empezó su trabajo como humorista gráfico en la revista universitaria salmantina llamada -en honor a la obra de Hesíodo- Trabajos y días, que surgió al socaire de las tertulias sabatinas de la Exedra. Más tarde publicó en La Codorniz y en Hermano Lobo. Según su autobiografía, el éxito en los escenarios le llegó en 1951, cuando actuó en Madrid como espontáneo en el teatro de Fontalba, donde contó un improvisado monólogo sobre su experiencia como voluntario en una guerra. En la década de 1950, actuó en la radio.
En 1968, se «exilió» debido a problemas personales y políticos. Fijó su residencia en la Ciudad de Buenos Aires en Argentina. Allí puso en marcha una compañía de teatro y en México la revista satírica La gallina y también se destacó por sus actuaciones unipersonales en el programa Sábados Circulares. Realizó varias giras por toda Hispanoamérica; en Venezuela, participó en el programa de humor Radio Rochela en Radio Caracas Televisión, invitado por Tito Martínez del Box, y en 1977, actuó en España, país al que regresó definitivamente en 1985.
Además de trabajar en los guiones de El Ceniciento y El hombre que viajaba despacito, Gila tomó parte en el de la película de animación de 1979 Historias de amor y masacre, dirigida por Jordi Amorós, con guion de Gila, Chumy Chúmez, Ivà y Jaume Perich, y con dibujos de todos ellos.
El modo más frecuente de expresar su humor era mediante diálogos figurados —en realidad, monólogos— al teléfono, cuyo costumbrismo ingenuo tocaba a veces con el surrealismo. Cabe destacar que no utilizaba palabras malsonantes o polémicas. En sus fingidos diálogos telefónicos, tenía una muletilla que se ha hecho famosa: «¡Que se ponga!». Además de sus apariciones en televisión se llegaron a editar hasta 37 discos en distintos formatos (sencillos, LP, EP, CD, DVD), con diversas compañías discográficas, y un vídeo con sus monólogos.
Falleció el 13 de julio de 2001 en la Clínica Teknon de Barcelona, tras varios días ingresado a causa de una insuficiencia respiratoria debida a una enfermedad pulmonar crónica que sufría. Sus restos mortales descansan en el cementerio de Les Corts de Barcelona.

## Televisión
A lo largo de los años fueron muy numerosas sus intervenciones en Televisión Española, algunas en anuncios y otras en series y en programas de variedades.
En 1993, comenzando el 30 de noviembre, se emitió en TVE la serie ¿De parte de quién?, con Gila y Chus Lampreave, guion de Gila y dirección de Ángel Alonso. Don Miguel es un pluriempleado que, entre otras cosas, trabaja de bombero, de árbitro de fútbol y, por supuesto, en la guerra, y doña Rosa, su ama del hogar, le atiende los recados por teléfono: «¿De parte de quién? Pues ahora no se puede poner, porque está en la guerra, pero ha dejado dicho que vendría a cenar».
En Argentina participó en varios programas de televisión, siendo recordada su participación en Al estilo de Mancera en 1978, en donde tenía a cargo una sección fija llamada «Que se ponga», en donde Gila realizaba llamados telefónicos imaginarios de tono cómico.

## Premios recibidos

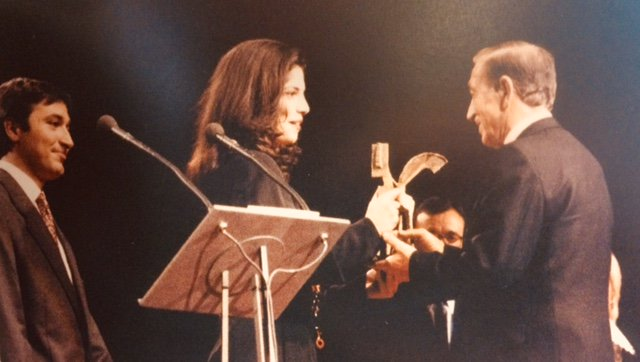
Premio Ondas a Miguel Gila en 1993

Miguel Gila recibió en 1986 la Medalla al Mérito Artístico del Ayuntamiento de Madrid. El 3 de noviembre de 1993 le concedieron el Premio Ondas especial que recibió el día 23 de ese mismo mes. En febrero de 1994 le fue entregado el Premio FAD Sebastià Gasch de honor de la edición de 1993.

Por su fidelidad a unos monólogos que en su día fueron el revulsivo que el humor del país necesitaba y en los que siempre ha buscado no sólo la risa sino también la reflexión, para hacer un poco más felices y un poco más humanas a tres generaciones de espectadores.

El 28 de abril de 1995 el Consejo de Ministros le concedió la Medalla de Oro al Mérito en el Trabajo. El 6 de noviembre de 1997 recibió el título de Profesor Honorífico del Humor de la Universidad de Alcalá de Henares. El 15 de enero de 1999 ganó el Premio Internacional de Humor Gat Perich por su larga trayectoria como humorista y dibujante que le fue entregado el 20 de febrero. El 27 de octubre de 1999 recibió la Medalla de Oro al Mérito Artístico del Ayuntamiento de Barcelona por su dedicación al mundo de las artes escénicas.
Las palabras de Forges sobre Miguel Gila que forman parte del prólogo del libro Miguel Gila: Vida y obra de un genio escrito por Juan Carlos Ortega y Marc Lobato, nos dan una idea de la figura de Gila como gran maestro del humor:

Es un hecho que Gila fue un impulsor primigenio de la caterva de humoristas que «nacimos» a la sombra de su personal punto de vista humorístico; todos nos sentimos «hijos» de su ingenio, y su recuerdo perdurará a través de los tiempos entre las majestades humorísticas españolas, los Reyes Magos del Humor: Cervantes, Quevedo y Gila. ¿Admiración excesiva? Ninguna admiración puede ser excesiva si se trata de Miguel Gila. Y si no, al tiempo.
Forges

Otro de los grandes humoristas del siglo xx Chumy Chúmez dijo sobre Gila:

Miguel Gila es el mejor humorista de chistes gráficos que se ha producido en España después de la guerra civil española.
Chumy Chúmez

## Obras
- La Jaleo, El Bizco y los demás. (Barcelona: Ediciones DIMA, 1966).
- El libro de quejas de Gila. (Madrid: Ediciones SEDMAY, 1975).
- El libro rojo de Gila. (Madrid, 1974).[3]
- De Gila con humor. (Madrid: Editorial Fundamentos, 1985).
- Yo, muy bien: ¿y usted?. (Madrid: Ediciones Temas de Hoy, 1994).
- Y entonces nací yo. (Madrid: Ediciones Temas de Hoy, 1995).
- Un libro libre. (Promoción Popular Cristiana, 1996).
- Memorias de un exilio. (Salamanca: Ediciones Universidad de Salamanca, 1998).
- Encuentros en el más allá. (Madrid. Ediciones Temas de Hoy, 1999).
- Siempre Gila: Antología de sus mejores monólogos. (Madrid: Aguilar, 2001).
- Cuentos para dormir mejor. (Barcelona: Editorial Planeta, 2001).
- Tipologilas. (Barcelona: Círculo de Lectores, 2002).

## Filmografía
Algunas de las películas en las que participó fueron:
- 1953: El diablo toca la flauta, con José Luis Ozores y Luis Prendes en los papeles principales. También actúan Antonio Garisa, Manolo Morán, Antonio Ozores y Xan Das Bolas. Guion de Noel Clarasó y José María Forqué, y dirección de este último.
- 1954: Tres huchas para Oriente, con Ángel Álvarez y Lily Benedicto en los papeles principales. También actúan Lina Canalejas, Antonio Casas, Beni Deus y Milagros Leal. Guion de Augusto Fenollar, José Gallardo y Luis Lucas Ojeda. Dir.: José María Elorrieta.
- 1954: Aventuras del barbero de Sevilla, con Luis Mariano en el papel principal. Guion: Jesús María de Arozamena y otros. Producción: Pierre Gérin, Benito Perojo y Miguel Tudela. Dir.: Ladislao Vajda. Esta película se presentó ese mismo año en la 7.ª edición del Festival de Cannes.
- 1954: El presidio, con Barta Barri y Mario Bustos en los papeles principales. También actúan Núria Espert y Manuel Gas. Guion de José Antonio de la Loma. Dir.: Antonio Santillán.
- 1954: Los gamberros, con Barta Barri y Modesto Cid. Actúan también Milagros Leal y José Sazatornil. Guion de Manuel Bengoa, Ignacio F. Iquino y Juan Lladó, dirección de este último.
- 1954: Sor Angélica, con Josep Maria Angelat y Mercedes Barranco. Argumento de Francisco Gargallo. Guion, diálogos y dirección de Joaquín Luis Romero Marchent.
- 1955: Good Bye, Sevilla con Marujita Díaz, Tullio Carminati y Manolo Morán en los papeles principales. Del director Ignacio F. Iquino
- 1955: El golfo que vio una estrella con Isabel de Castro, Fernando Vallejo, José Sazatornil, Pepito Moratalla y Miguel Gila en los papeles principales. Del director Ignacio F. Iquino
- 1956: El ceniciento, con Gila, María Martín y Armando Moreno en los papeles principales. Actúan también Estanis González y Marujita Díaz. Argumento y guion de Gila y Juan Lladó, y dirección de este último. Dibujos de Gila en los títulos.
- 1956: Mi tío Jacinto, con Pablito Calvo en el papel principal. También actúan Pepe Isbert y Rafael Bardem. Guion de Andrés Laszlo y Ladislao Vajda, y dirección de este último.
- 1957: El hombre que viajaba despacito, con Gila, Licia Calderón y Julio Riscal en los papeles principales. También actúan Josefina Serratosa, Mariano Ozores padre, Xan das Bolas, Tota Alba, Jesús Guzmán, Manolo Zarzo y Jesús Puente. Guion y diálogos de Gila, Joaquín Luis Romero Marchent y Fernando Sánchez Cobos. Dir.: Joaquín Luis Romero Marchent. Dibujos de Gila en los títulos.
- 1958: ¡Viva lo imposible!, con Paquita Rico y Manolo Morán en los papeles principales. También actúa Fernando Sancho. Guion de Joaquín Calvo Sotelo, Miguel Mihura y Rafael Gil, y dirección de este último. Esta película se presentó en 1959 en la 8.ª edición del Festival de Berlín.
- 1961: Botón de ancla
- 1962: ¿Dónde pongo este muerto? de Pedro L. Ramírez junto a Fernando Fernán Gómez
- 1963: Una chica casi formal (Ein fast anständiges Mädchen), película de coproducción entre Alemania Federal y España. Con Liselotte Pulver, Martin Held, Alberto de Mendoza y Gila en los papeles principales. También actúan Juanjo Menéndez, Venancio Muro y Xan das Bolas. Dir.: Ladislao Vajda.
- 1971: Muchacho que vas cantando producción de Argentina dirigido por Enrique Carreras.

## En la cultura popular
- Novela Todos los buenos soldados, de 2014, por David Torres, donde Miguel Gila es el personaje protagonista. [18]
- Largometraje ¿Es el enemigo? La película de Gila, de 2024, dirigida por Alexis Morante.[19]